# 1944 a filmművészetben

## Események
- április 14. – Marlene Dietrich turnéja során észak-afrikai és olaszországi amerikai katonai bázisokat keres fel.
- június 3. – San Gregorió-i börtönéből partizánok kiszabadítják Luchino Viscontit.
- Franciaországban 220 játékfilm készül ebben az évben.
- augusztus – Moszkvában megalakul a Művészetek Tanácsa.
- szeptember 1. – A Német Birodalomban az összes színházat bezárják, a könyvnyomtatást betiltják és az újságkiadást korlátozzák. Németországban a film és a rádió lesz az információáramlást biztosító média.
- Az USA filmiparának 240 ezer alkalmazottja közül 40 ezer a hadsereg kötelékébe tartozik, közülük 1500 a Screen Actors Guild tagja. Hollywood szereposztási nehézségekkel küzd.
- Magyarországon tucatnyi film készül. Egy részüket nem mutatják be. A legtöbb film összecsapott. Amerikai és szovjet filmeket nem játszanak a mozik. A szakemberek megnézhetik néhányukat – a közönség a zugmozikban, titkos vetítéseken, méregdrágán láthatja az Elfújta a szél tekercseit.

## Sikerfilmek
Észak-Amerika
1. A magam útját járom, főszereplő Bing Crosby
2. Meet Me in St. Louis, főszereplő Judy Garland
3. Thirty Seconds Over Tokyo, rendező Mervyn LeRoy
4. Hollywood Canteen, rendező Delmer Daves
5. The White Cliffs of Dover, rendező Clarence Brown
6. National Velvet – rendező Clarence Brown

## Magyar filmek
| Magyar cím              | Gyártás ideje                  | Rendező         |
| ----------------------- | ------------------------------ | --------------- |
| A két Bajthay           | 1943. ősz - 1944. március      | Patkós György   |
| Egy fiúnak a fele       | 1943. december - 1944. január  | Hamza D. Ákos   |
| Egy gép nem tért vissza | 1943. november - 1944. január  | Pacséry Ágoston |
| Machita                 | 1943. december - 1944. február | Rodriguez Endre |
| Madách                  | 1944. január-április           | Németh Antal    |
| Boldoggá teszlek        | 1944. február-március          | Bánky Viktor    |
| Fiú vagy lány?          | 1944. február-március          | Kalmár László   |
| Ez történt Budapesten   | 1944. március-április          | Hamza D. Ákos   |
| Gyanú                   | 1944. március-április          | Farkas Zoltán   |
| Gazdátlan asszony       | 1944. március-július           | Sipos László    |
| Éjféli keringő          | 1944. március-április          | Zákonyi Sándor  |
| A színház szerelmese    | 1944. április-május            | Martonffy Emil  |
| Egy pofon, egy csók     | 1944. tavasz                   | Martonffy Emil  |
| Idegen utakon           | 1944. tavasz                   | Apáthi Imre     |
| A három galamb          | 1944. tavasz                   | Bán Frigyes     |
| Vihar után              | 1944. május-június             | Daróczy József  |
| Makkhetes               | 1944. június                   | Bánky Viktor    |
| Kétszer kettő           | 1944. nyár                     | Manninger János |
| Az első                 | 1944. július-augusztus         | Cserépy László  |

## Filmbemutatók
- A Canterbury Tale, írta és rendezte Michael Powell és Pressburger Imre
- Double Indemnity, főszereplő Fred MacMurray, Barbara Stanwyck és Edward G. Robinson
- Lady, Let's Dance, főszereplő Belita
- Wilson, életrajzi film Thomas Woodrow Wilson elnökről, főszereplő Charles Coburn
- Gázláng, rendező George Cukor, főszereplő Ingrid Bergman és Charles Boyer
- V. Henrik, rendező és főszereplő Laurence Olivier
- Laura
- Since You Went Away
- The Way Ahead, rendező Carol Reed
- Gyilkos vagyok (Double Indemnity), rendező Billy Wilder
- A gyermekek figyelnek bennünket (I bambini ci guardano), rendező Vittorio De Sica
- Nana, rendező Celestino Gorostiza és Roberto Gavaldón

## Rövidfilmsorozatok
- Our Gang (1922–1944)
- The Three Stooges (1935–1959)

## Rajzfilmsorozatok
- Mickey egér (1928–1953)
- Bolondos dallamok (Looney Tunes) (1930–1969)
- Terrytoons (1930–1964)
- Merrie Melodies (1931–1969)
- Popeye, a tengerész (1933–1957)
- Color Rhapsodies (1934–1949)
- Donald kacsa (1937–1956)
- Goofy (1939–1955)
- Andy Panda (1939–1949)
- Tom és Jerry (1940–1958)
- Woody Woodpecker (1941–1949)
- Swing Symphonies (1941–1945)
- The Fox and the Crow (1941–1950)
- Red Hot Riding Hood (1943–1949)
- Droopy (1943–1958)
- Screwball Squirrel (1944–1946)

## Díjak, fesztiválok
Oscar-díj (március 2.)
- Film: Casablanca
- Rendező: Kertész Mihály – Casablanca
- Férfi főszereplő: Lukács Pál – Őrség a Rajnán
- Női főszereplő: Jennifer Jones – Bernadette

## Születések
- január 6. – Bonnie Franklin színésznő
- január 23. – Rutger Hauer színész
- február 11. – Buddhadev Dasgupta rendező
- március 17. – Voith Ági színésznő
- május 3. – Hiram Keller színész († 1997]
- május 14. – George Lucas rendező, producer
- június 22. – Klaus Maria Brandauer osztrák színész, rendező
- július 15. – Szekeres Dénes filmproducer
- július 31. – Geraldine Chaplin színésznő
- augusztus 8. – Peter Weir rendező
- szeptember 2. – Al Matthews amerikai színész
- szeptember 10. – Pogány Judit színésznő
- október 4. – Martin Potter színész
- november 2. – Patrice Chéreau francia rendező, forgatókönyvíró és színész
- november 4. – Linda Gray színésznő
- november 23. – Joe Eszterhas forgatókönyvíró

## Halálozások
- december 13. – Lupe Vélez(wd) mexikói-amerikai színésznő (* 1908]
- december 15. – Glenn Miller amerikai dzsesszzenész